# Augustyn Bujak
Augustyn Antoni Bujak (ur. 31 stycznia 1933 w Chorzowie, zm. 5 października 2018) – polski piłkarz występujący w śląskich klubach, dwukrotny mistrz Polski z Ruchem (Unią) Chorzów oraz zdobywca Pucharu Polski z tą drużyną.

## Życiorys
Był wychowankiem Ruchu Chorzów, w którym odniósł największe sukcesy. W 1951 zadebiutował w rozgrywkach ekstraklasy. W barwach Ruchu (wówczas pod nazwą Unia) podczas dwóch sezonów ligowych rozegrał 16 spotkań. Dwukrotnie zdobył mistrzostwo Polski: w 1951 (za zdobycie Pucharu Polski) oraz 1952. 
W trakcie kariery zawodniczej występował również w barwach Unii Kędzierzyn, Concordii Knurów oraz Uranii Kochłowice.
Prócz gry w piłkę, pracował jako urzędnik, był ekonomistą. Zmarł w wieku 85 lat, był najstarszym żyjącym mistrzem Polski w barwach Ruchu. Został pochowany w Chorzowie.

## Statystyki

### Klub
| Klub               | Sezon              | Liga               | Liga  | Liga   | Puchar | Puchar | Suma  | Suma   |
| Klub               | Sezon              | Liga               | Mecze | Bramki | Mecze  | Bramki | Mecze | Bramki |
| ------------------ | ------------------ | ------------------ | ----- | ------ | ------ | ------ | ----- | ------ |
| Unia Chorzów       | 1951               | I liga             | 11    | 0      | 1      | 0      | 12    | 0      |
| Unia Chorzów       | 1952               | I liga             | 5     | 0      | 0      | 0      | 5     | 0      |
| Ogólnie w karierze | Ogólnie w karierze | Ogólnie w karierze | 16    | 0      | 1      | 0      | 17    | 0      |

## Sukcesy
Unia (Ruch) Chorzów
- Ekstraklasa Mistrz: 1951[a], 1952
- Puchar Polski: 1950/1951